# اس‌ام یوسی-۸
اس‌ام یوسی-۸ (به انگلیسی: SM UC-8) یک زیردریایی بود که طول آن ۱۱۱ فوت ۶ اینچ (۳۳٫۹۹ متر) بود. این زیردریایی در سال ۱۹۱۵ ساخته شد.